# Chefna
De Chefna is een zijrivier van de Amblève. Ze ontspringt in Ville-au-Bois en mondt uit nabij Ferme de Quarreux.
Vroeger heeft men in het rivierwater naar goud gezocht. Op de rechteroever liggen de mijnputten van een primitieve 19e-eeuwse goudmijn, maar tegenwoordig is daar niet veel meer van te zien. Er is ooit goud gevonden, maar het was een kleine hoeveelheid. De opbrengst bedroeg 0,40 gram goud per ton gesteente. Toch zou er eind 19e eeuw een uitbater 'bijna' miljonair zijn geworden.